# Zythos nebulosa
Zythos nebulosa là một loài bướm đêm trong họ Geometridae.